# アンドリ・ファナル・バルドゥルソン
アンドリ・ファナル・バルドゥルソン（Andri Fannar Baldursson, 2002年1月10日 - ）は、アイスランド・コーパヴォグル出身のサッカー選手。デンマーク・スーペルリーガ・FCコペンハーゲン所属。ポジションはMF。

## クラブ経歴
コーパヴォグルに本拠地を置く国内リーグウルヴァルステイルトのブレイザブリクUBKのトップチームに2018年に16歳で昇格し、9月29日のKAアークレイリ戦でプロデビュー。
2019年1月、ボローニャFCのプリマヴェーラに入所。2020年2月にトップチームに昇格。同月22日のウディネーゼ・カルチョ戦で、後半14分にアンドレアス・スコフ・オルセンとの交代で移籍後初出場し、セリエAで通算5人目のアイスランド人選手となった。
2021年8月23日、FCコペンハーゲンに買取オプション付きのローン移籍で加入したことが発表された。

## 代表歴
2018年からユース世代のアイスランド代表に招集され、2020年9月5日のUEFAネーションズリーグのイングランド戦でフル代表デビューを果たした。